# 长梗风轮菜
长梗风轮菜（学名：Clinopodium longipes）为唇形科风轮菜属下的一个种。其种加词“Longipes”意为“长梗的”，“长柄的”。